# حروب البرجر

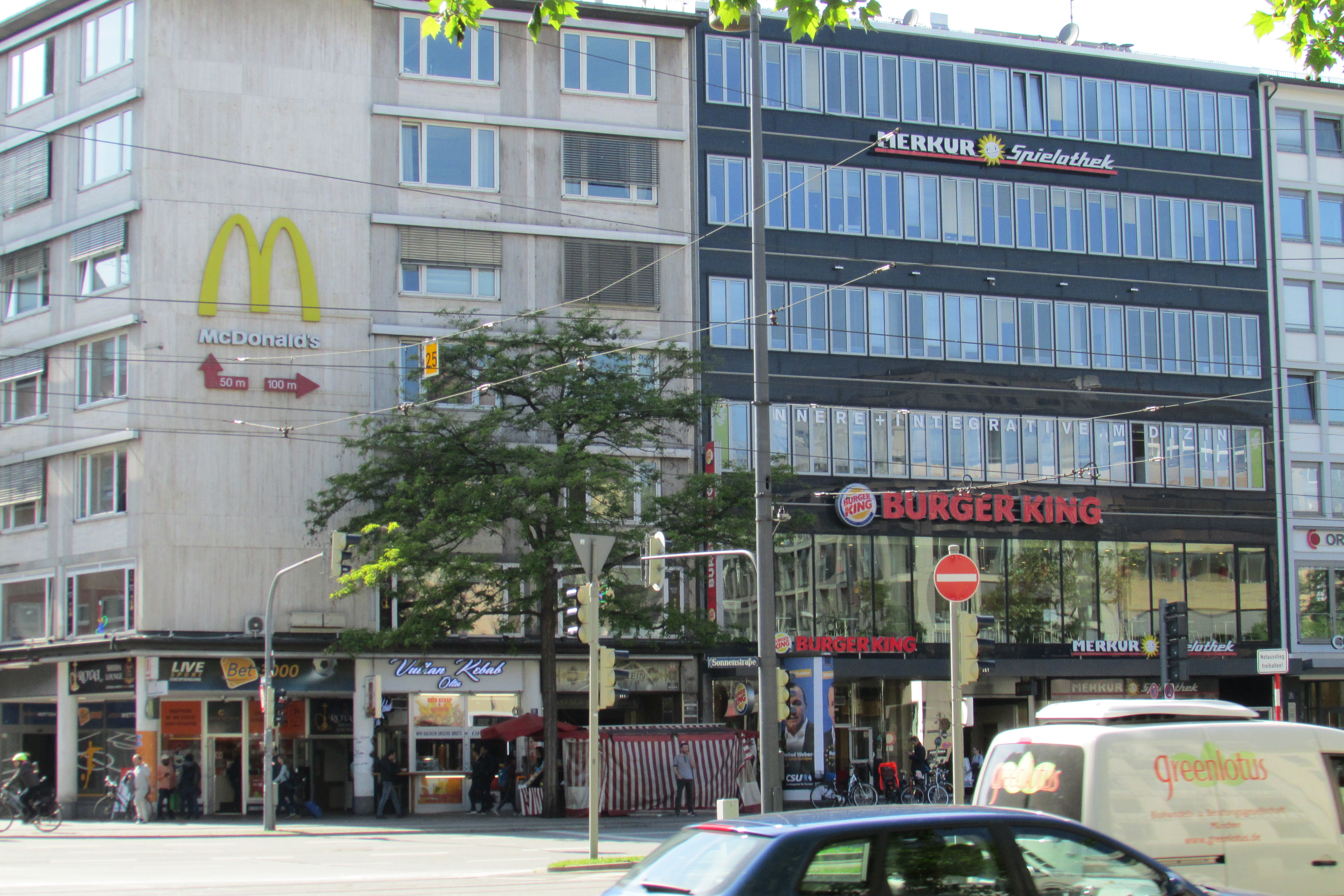
صورة ماكدونالدز وبرغر كينج

حروب البرجر هي سلسلة من المنافسات التجارية بين أشهر مطاعم البرجر ماكدونالدز وبرجر كنغ على مستوى الإعلانات في الولايات المتحدة الأمريكية وظهر هذا المصطلح في نهاية السبعينات.